# جنگ سایبری روسیه و اوکراین
جنگ سایبری روسیه و اوکراین بخشی از رویارویی روسیه و اوکراین از زمان فروپاشی اتحاد جماهیر شوروی در سال ۱۹۹۱ است. در حالی که نخستین آفندها به سامانه‌های اطلاعاتی شرکت‌های خصوصی و موسسه‌های دولتی اوکراین در جریان اعتراض‌های گسترده در سال ۲۰۱۳ ثبت شده‌است، جنگ‌افزار سایبری روسی Uroburos از سال ۲۰۰۵ وجود داشته‌است. جنگ سایبری روسیه با هک شبکه برق اوکراین در کریسمس ۲۰۱۵ و دوباره در سال ۲۰۱۶، از کار انداختن خزانه‌داری دولتی اوکراین در دسامبر ۲۰۱۶، حمله انبوه هکرها به زنجیره غذایی در ژوئن ۲۰۱۷ و یورش‌هایی به تارنماهای دولت اوکراین در ژانویه ۲۰۲۲ ادامه یافت.
۲۳ فوریه ۲۲، یک روز پیش از حمله نظامی روسیه به اوکراین نیز شرکت ای‌ست از انتشار یک بدافزار با قابلیت معدوم کردن داده‌ها و آلوده شدن صدها دستگاه در اوکراین به آن و همچنین اجرای حملات توزیع‌شده برای از کاراندازی سرویس (DDoS) بر ضد چندین وب‌سایت اوکراینی خبر داد. طی روزهای بعد دولت اوکراین از هکرهای این کشور خواست تا برای کمک به حفظ زیرساخت‌های حیاتی و انجام جاسوسی سایبری از ارتش روسیه بسیج شوند.

## هنگامه
جنگ سایبری روسیه و اوکراین بخشی از رویارویی روسیه و اوکراین از زمان فروپاشی اتحاد جماهیر شوروی در سال ۱۹۹۱ است. جنگ افزار سایبری روسی Uroburos از سال ۲۰۰۵  وجود داشت. با این حال، نخستین آفندها به سامانه‌های اطلاعاتی شرکت‌های خصوصی و موسسات دولتی اوکراین در جریان اعتراضات گسترده در سال ۲۰۱۳ ثبت شد. در سال ۲۰۱۳، عملیات آرماگدون، یک کمپین جاسوسی برنامه‌ریزی شده سایبری روسیه بر روی سامانه‌های اطلاعاتی سازمان‌های دولتی، مجری قانون و آژانس‌های دفاعی، آغاز شد که تصور می‌شد به روسیه در میدان جنگ کمک کند. میان سال‌های ۲۰۱۳ و ۲۰۱۴، برخی از سامانه‌های اطلاعاتی سازمان‌های دولتی اوکراین تحت تأثیر ویروس رایانه‌ای به نام Snake / Uroborus / Turla قرار گرفتند. در فوریه تا مارس ۲۰۱۴، همزمان با ورود نیروهای روسی به کریمه، مرکزهای ارتباطی کریمه مورد آفند قرار گرفتند و کابل‌های فیبر نوری اوکراین دستکاری شد و ارتباط بین شبه جزیره و اوکراین قطع شد. افزون بر این، تارنماهای دولت اوکراین، اخبار و رسانه‌های اجتماعی در آفندهای DDoS بسته شدند یا مورد هدف قرار گرفتند، و تلفن‌های همراه بسیاری از نمایندگان پارلمان اوکراین هک یا مسدود شد. کارشناسان اوکراینی نیز آغاز جنگ سایبری با روسیه را اعلام کردند. شرکت‌های امنیت سایبری آغاز به ثبت افزایش تعداد یورش‌های سایبری به سامانه‌های اطلاعاتی در اوکراین کردند. قربانیان حملات سایبری روسیه، سازمان‌های دولتی اوکراین، اتحادیه اروپا، ایالات متحده، آژانس‌های دفاعی، سازمان‌های دفاعی و سیاسی بین‌المللی و منطقه‌ای، اتاق‌های فکر، رسانه‌ها و مخالفان بودند. در سال ۲۰۱۵، پژوهشگران دو گروه از هکرهای روسی را شناسایی کردند که در جنگ سایبری روسیه و اوکراین فعال بودند: یکم APT29 (همچنین به عنوان خرس دنج و دنج دوک نیز شناخته می‌شود) و دوم APT28 (همچنین به عنوان گروه Sofacy، تیم تزار، طوفان پیاده و خرس فانتزی نیز شناخته می‌شود).
14 ژانویه 2022، حدود 70 وب‌سایت دولتی اوکراین هدف حملهDDoS  قرار گرفتند. در برخی از سایت‌های مورد حمله، پیامی مبنی "برای بدتر از این آماده باشید" درج شده بود. طی روزهای بعد، حملهDDoS  موجب توقف موقت سرویس‌دهی سایت دو بانک و سایت ارتش اوکراین شد. آمریکا و انگلیس، اداره کل اطلاعات ستاد کل نیروهای مسلح فدراسیون روسیه را در اجرای این حملات دخیل دانستند. ۲۵ فوریه ۲۰۲۲ گروه پاسخ‌گویی حوادث رایانه‌ای اوکراین (CERT-UA) از اجرای یک کارزار ماحیگیری نیزه‌ای  بر ضد کارکنان نیروهای مسلح این کشور خبر داد. مهاجمان پس از دستیابی به نام کاربری و گذرواژه ایمیل کاربر، از سوی او به افراد حاضر در فهرست تماسش، ایمیل‌های مخرب ارسال می‌کردند. CERT-UA، اجرای کارزار مذکور را به گروه UNC1151 نسبت داد. شرکت مندیانت، در گزارشی، UNC1151 را گروهی از هکرهای وابسته به دولت بلاروس معرفی کرده است. یک روز پس از آغاز حمله روسیه، گروه نفوذگران ناشناس در حمایت از اوکراین با انتشار یک توییت از اجرای حملات سایبری گسترده علیه فدراسیون روسیه خبر داد.